# Lucas-Plan
Der Lucas-Plan (Originaltitel: The Lucas Plan) war ein Strategiepapier der Belegschaft der Lucas Aerospace Corporation vom Januar 1976, in dem die gewerkschaftlichen Vertrauenspersonen einen alternativen Entwicklungsplan für ihr Unternehmen vorstellten. Der Plan war eine Erwiderung auf die Verlautbarung der Unternehmensführung, wegen Umstrukturierungen aufgrund technischen Wandels und internationalen Wettbewerbs tausende Arbeitsplätze streichen zu wollen. Anstelle ihrer Kündigung plädierten die Belegschaftsangehörigen dafür, künftig „sozial nützliche Produkte“ herzustellen.
Die Beschäftigten, unter anderem Ernie Scarbrow (Betriebsratsvorsitzender), Phil Asquith, Brian Sulibury, Mick Cooney, Danny Conroy, Mike Cooley, Ron Mills, Bob Dodd, John Routley und Terry Moran, warben für staatliche Subventionen, um gesellschaftlich zweckdienliche Produkte und Fertigung anzustoßen, anstatt Rüstungsgüter herzustellen und Lieferverträgen der Streitkräfte nachzukommen.

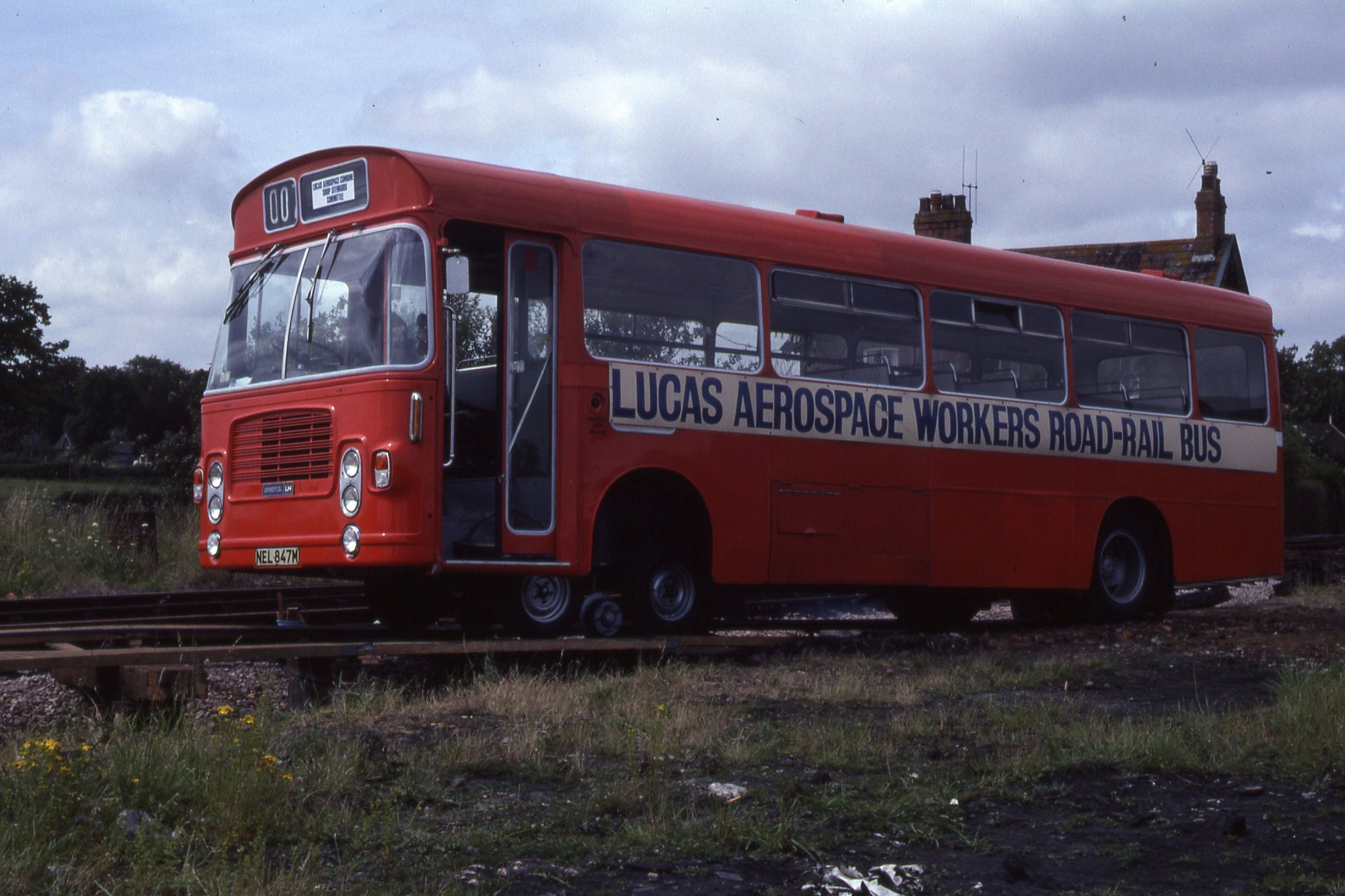
Prototyp eines durch die Belegschaft entwickelten Schienen-Straßen-Omnibusses

Für die Entwicklung des Plans fand eine Konsultation der Belegschaftsmitglieder statt, die die vorhandenen Wissensstände, Fähig- und Fertigkeiten mit einbezog. Die Endfassung enthielt Entwürfe für über 150 Produkte, die alternativ hergestellt werden konnten, darunter Windturbinen, Hybridfahrzeuge, Wärmepumpen und Technologien für energieeffizientere Gebäude, sowie dazugehörige Marktanalysen, ökonomische Abwägungen und mögliche Fortbildungen. Der Plan sah zudem die Neuorganisation der Angestellten in Teams vor, die impliziten Wissen der Fertigungsarbeiter mit dem theoretischen Wissen der Ingenieure und Produktdesigner zusammenführen sollte. Die Unternehmensleitung lehnte die Inhalte strikt ab.
Mike Cooley wurde schlussendlich 1981 von Lucas Aerospace entlassen. Später erhielt er den Right Livelihood Award für die Entwicklung und Bewerbung der Theorie und Praktiken einer menschenzentrieren, sozial nützlichen Produktion.
In seiner Monographie Architect or Bee? (deutsch: „Architekt oder Biene?“, erschienen als: Produkte für das Leben) attestiert Cooley: „Die [bevorstehenden] Alternativen sind krass. Entweder werden wir eine Zukunft haben, in der Menschen auf ein den Arbeitsbienen gleiches Verhalten reduziert werden und nur auf für sie vorgesehene Systeme und Geräte reagieren werden; oder wir werden eine Zukunft haben, in der Massen von Menschen, ihren eigenen Fähigkeiten auf politische wie technische Art und Weise bewusst, entscheiden, dass sie die Architekten einer neuen Form des technischen Fortschritts sein wollen, der Kreativität, Wahl-, und Meinungsfreiheit eher mehr als weniger schätzt. Es ist wahr, dass wir die tiefgreifende Entscheidung treffen müssen, ob wir Architekten handeln oder wie Bienen verhalten wollen.“

## Das Mike-Cooley-Archiv am Waterford Institute of Technology
Die Hinterbliebenen Mike Cooleys vermachten den Nachlass Cooleys der Luke Wadding Library des irischen Waterford Institute of Technology. Die Sammlung enthält über 1400 Objekte wie Fotografien, Korrespondenzen, Briefe und Postkarten, Journale, Bücher, Zeichnungen, Kassetten und Präsentationsfolien. Ein Großteil des Archivs bezieht sich auf den Lucas-Plan und den zahlreichen Schriftverkehr zwischen den verschiedenen Beteiligten während der 1970er-Jahre sowie Zeitungsartikel und Poster.

## Rezeption

### Politik
John McDonnell, damaliger Schatzkanzler im Schattenkabinett Jeremy Corbyns, sprach auf dem der Labour Party nahestehenden Festival The World Transformed 2018 über die historische Relevanz des Lucas-Plans. Der entsprechende Veranstaltungsteil war dem Lucas Plan als Vorbild für neue Wirtschaftspolitik verschrieben.
Historische Hintergründe zum Lucas-Plan und ein Lucas-Combine-Archiv können auf der Webseite A New Lucas Plan eingesehen werden.

### Belegschaften
2021 berief sich die Belegschaft des vor der Schließung stehenden Florenzer Werkes des Automobilzulieferers GKN auf den Lucas-Plan und schlug vor, künftig Photovoltaik-Module, Akkus für Elektrobusse und Lastenräder herstellen zu wollen. Aus der inzwischen längsten Betriebsversammlung in der Geschichte Italiens ist die Gründung einer Genossenschaft hervorgegangen, bei der Vorbestellungen erfolgen können (Stand: März 2024).
Am 14. Oktober 2018 wurde der Dokumentarfilm The Plan (That Came from the Bottom Up) von Steve Sprung auf dem BFI London Film Festival vorgestellt, in dem viele der Urheber des Plans zu Wort kommen. Zu den Interviewpartnern des ehemaligen Lucas-Betriebsrats kommen Phil Asquith, Brian Salisbury, Mick Cooney, Ron Mills und Bob Dodd zu Wort. Der Film bemüht sich um die zeitgenössische Relevanz des Plans angesichts Klimakrise und weltweiter Arbeitslosigkeit.